# Chromis xouthos
Chromis xouthos är en fiskart som beskrevs av Allen och Erdmann 2005. Chromis xouthos ingår i släktet Chromis och familjen Pomacentridae. Inga underarter finns listade i Catalogue of Life.